# Pseudanos winterbottomi
Pseudanos winterbottomi är en fiskart som beskrevs av Brian L. Sidlauskas och Santos 2005. Pseudanos winterbottomi ingår i släktet Pseudanos och familjen Anostomidae. Inga underarter finns listade i Catalogue of Life.